# スフバートル広場

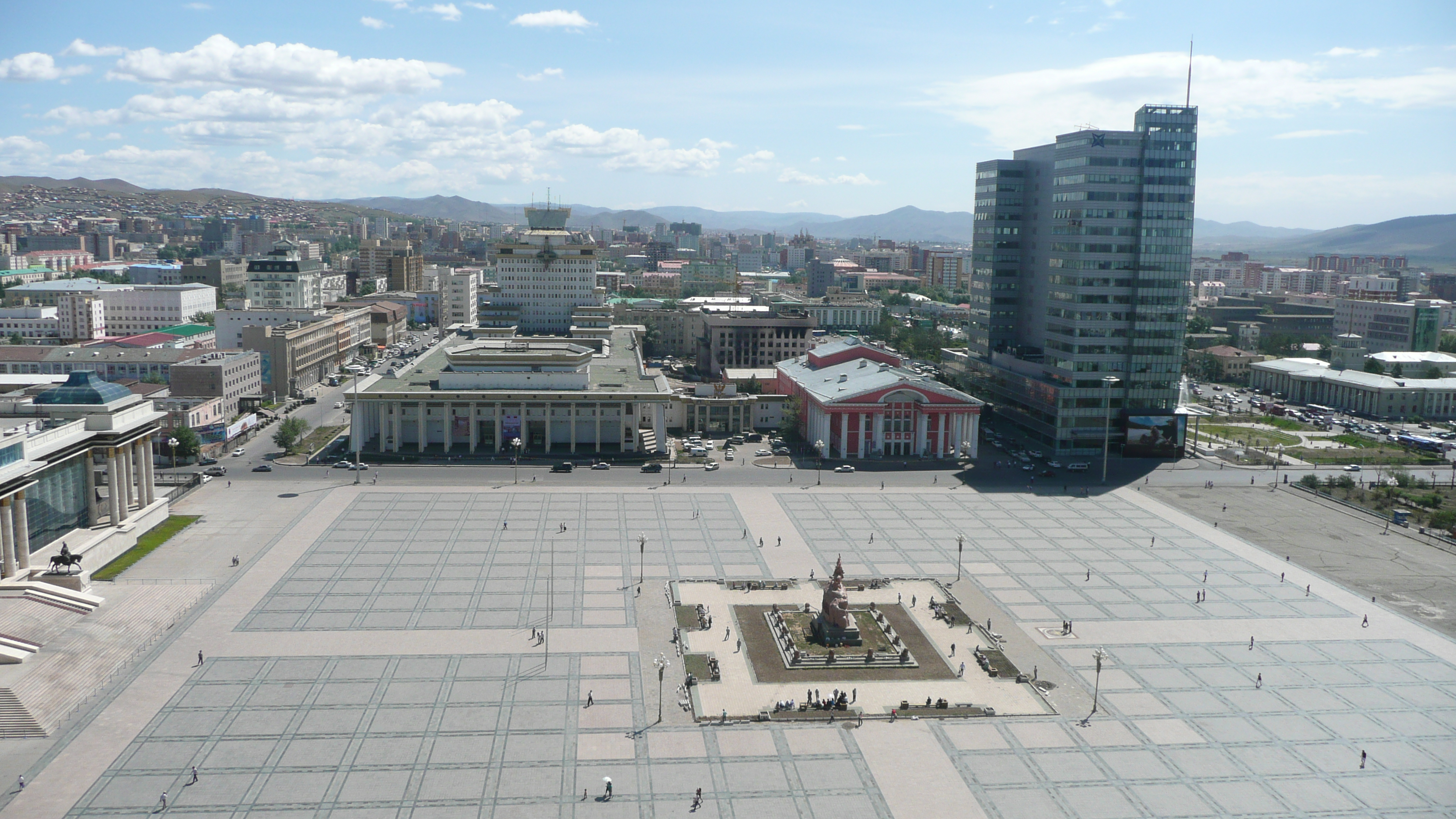
スフバートル広場

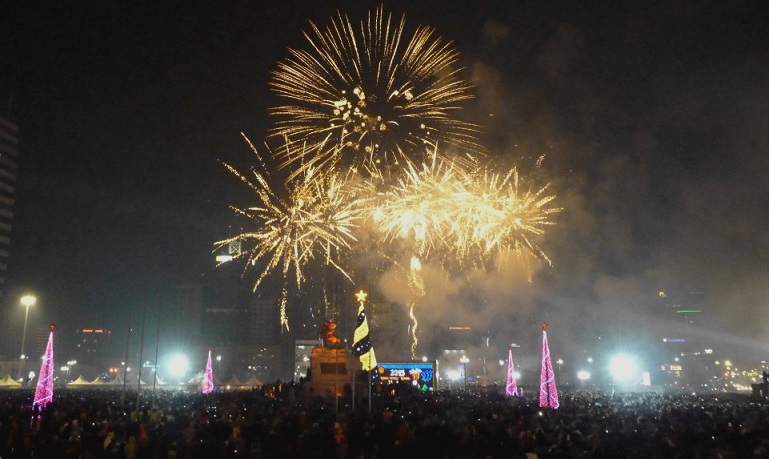
2015年1月1日 スフバートル広場での大晦日の花火

スフバートル広場（Sükhbaatar Square、モンゴル語: Сүхбаатарын талбай）はモンゴル国の首都ウランバートルに位置する広場。

## 歴史

### 夏の宮殿
19世紀後半から20世紀初頭にかけて、現在の政府宮殿と公共広場の敷地はモンゴルの精神的指導者ジェプツンダンバの公邸として機能した寺院-修道院-宮殿の複合体（夏の宮殿または黄色い宮殿）によって大部分が占められていた。寺院群は1921年のモンゴル革命に続いて破壊された。1923年、中央広場はモンゴルの革命的英雄ダムディン・スフバートルが同じ年に亡くなったことにちなんで名付けられた。1946年、ホルローギーン・チョイバルサンは広場を舗装し、マーカーを掘り出し、その場所をスフバータルの像の場所として選んだ。

### 政府宮殿とスフバートル廟
1950年代に政府宮殿が建設された。1990年のモンゴル人民共和国の崩壊に伴い、スフバートル廟は取り消され、政府宮殿の建物は改修された。

## 建物
中央にある広場の名前にもなっている、ダムディン・スフバートルの像は彼が1921年に中国からの独立を宣言してから25周年を記念して、彫刻家チョインボル (Choimbol) が造ったものである。彼の像にはその独立宣言時の発言が刻まれている。
広場は現在集会や式典、コンサートに使用されており、周囲には政府宮殿、モンゴル国立オペラ劇場、ウランバートル中央郵便局、モンゴル証券取引所などが並んでいる。これらの建造物は第二次世界大戦後に抑留された旧日本軍兵士の捕虜たちによって作られたものが多い。
座標: 北緯47度55分08秒 東経106度55分03秒 / 北緯47.91889度 東経106.91750度